# Norvég labdarúgó-szövetség
A Norvég labdarúgó-szövetség (Norvégul: Norges Fotballforbund) Norvégia nemzeti labdarúgó-szövetsége. 1902-ben alapították. A szövetség szervezi a Norvég labdarúgó-bajnokságot, valamint a Norvég kupát. Működteti a Norvég labdarúgó-válogatottat, valamint a Norvég női labdarúgó-válogatottat. Székhelye Oslóban található.

## Története
A labdarúgás hőskorában, 1902-ben alapították. A Nemzetközi Labdarúgó-szövetségnek (FIFA) 1908-tól tagja. 1954-ben alapító tagja az Európai Labdarúgó-szövetségnek (UEFA). Fő feladata a nemzetközi kapcsolatokon kívül a  Norvég  labdarúgó-válogatott férfi és női ágának, a korosztályos válogatottak, illetve a nemzeti bajnokság szervezése, irányítása. A működést biztosító bizottságai közül a Játékvezető Bizottság (JB) felelős a játékvezetők utánpótlásáért, elméleti (teszt) és cooper (fizikai) képzéséért.